# 道の駅にしめ
道の駅にしめ（みちのえき にしめ）は、秋田県由利本荘市にある国道7号の道の駅である。愛称ははまなすの里。旧由利郡西目町によって設置された。

## 施設
国土交通省の情報施設・小公園のほか、由利本荘市の事業により以下の施設が整備されている。
- 駐車場
  - 普通車：131台
  - 大型車：20台
  - 身障者用：1台
- トイレ （いずれも24時間利用可能）
  - 男：大 5器、小 15器
  - 女：15器
  - 身障者用：2器
- 公衆電話：2台
- 公衆FAX：1台
- 小公園
- ふるさと資源活用センター
物産館「はまなすの里」
和風レストラン「砂丘」（7:00 - 18:00 ラストオーダー17:30）
うどんそばコーナー
直売コーナー
物産コーナー
- イベント広場
- にしめ湯っ娘ランド（日帰り入浴施設）

## 休館日
- 12月31日・1月1日

## アクセス
- 国道7号 - 登録路線

## 周辺
- マックスバリュ新西目店（隣接、イオン東北運営）
- 西目海水浴場
- JR 羽越本線 西目駅
- ハーブワールドAKITA
- 秋田県立西目高等学校
- 由利本荘市役所西目総合支所
- 西目郵便局
- 西目サッカー場
- 秋田県立ゆり支援学校
- 本荘由利総合運動公園
  - 水林球場